# Shihual
Shihual es una cueva está situada al norte de Perú. Se encuentra ubicado en la Región Amazonas, provincia de Chachapoyas, Distrito de Magdalena. En el interior de estos, numerosas estalactitas y estalagmitas se han formado, que sirven como refugio a las diferentes especies de aves nocturnas de la zona.